# Maniobra aérea acrobática

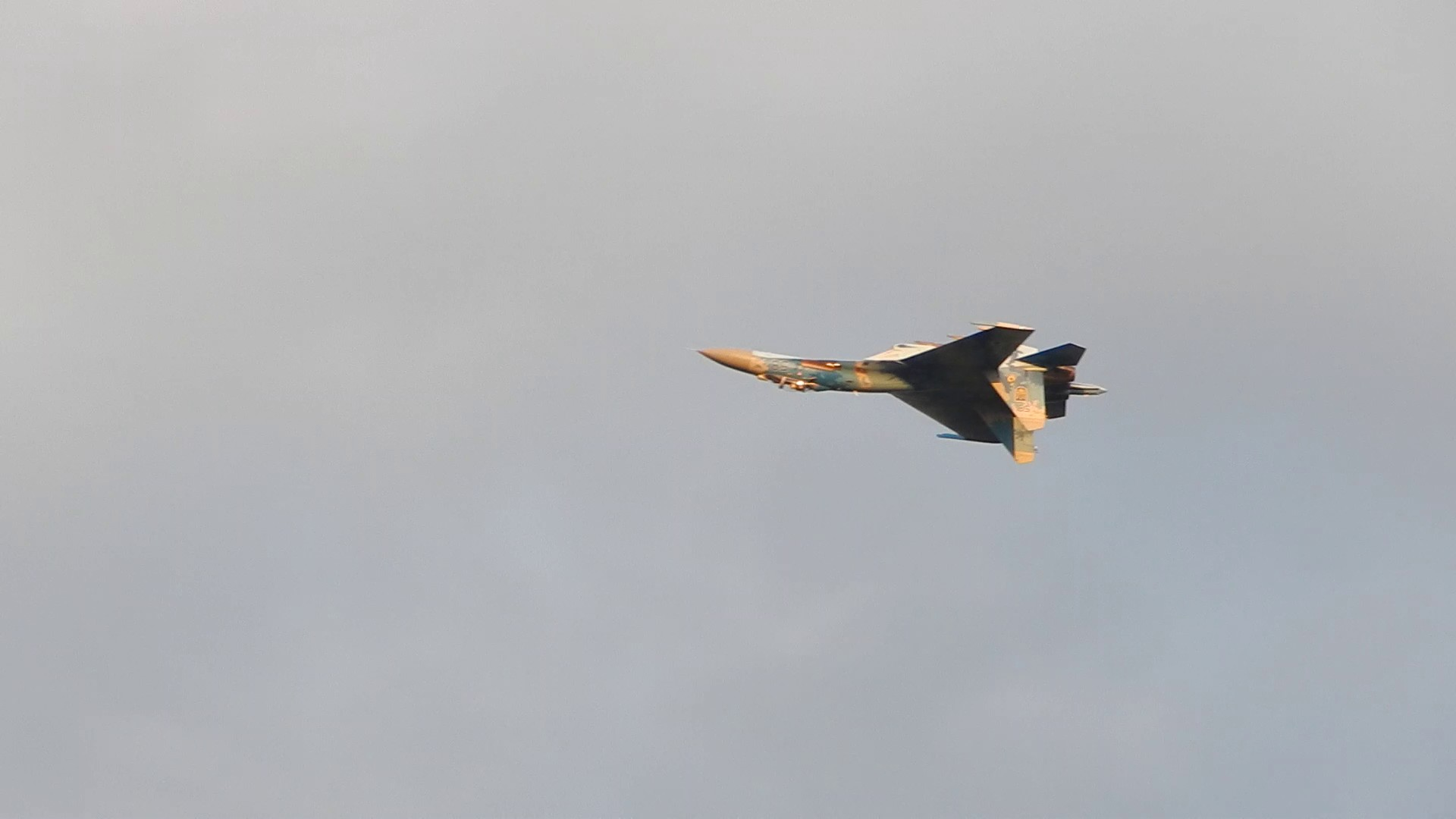
Yurii Bulavka (ucr. Юрій Булавка) y su instructor, Oleksandr Oksanchenko (ucr. Олександром Оксанченко), en una exhibición europea realizando maniobras aéreas acrobáticas.

Una maniobra de acrobacia aérea es una maniobra aérea usada en las competiciones de acrobacia aérea y en festivales aéreos, realizadas por pilotos acrobáticos en aviones acrobáticos.
Estas maniobras derivan principalmente de cinco maniobras básicas: líneas (vuelo recto y nivelado), rizos, toneles, barrenas y caídas de ala. La mayoría de las figuras acrobáticas son compuestas de estas maniobras básicas con toneles superpuestos.

## Tipos de maniobras acrobáticas
Se pueden distinguir las siguientes maniobras de acrobacia aérea, que son usadas en los campeonatos de vuelo acrobático, ordenados según nivel de dificultad, de menor a mayor. La categoría superior incluye las maniobras de las categorías inferiores. Se incluyen las figuras mínimas para cada categoría.

### Categoría elemental
1. Pérdidas (Stall)
2. Barrena (Spin)
3. Recuperación de posiciones anormales
4. Tonel volado (Barrel roll)
5. Rizo (Looping)

### Categoría deportivo
1. Imperial Tombé
2. Tonel en dos tiempos
3. Imperial o Giro Immelmann
4. Inversión a 45°
5. Tonel rápido (Flick,rudder o snap roll)
6. Caída del ala (Stall turn o Hammerhead)

### Categoría intermedio
1. Barrena positiva y Barrena negativa
2. Tonel subiendo a 45° desde positivo y desde invertido
3. Caída del ala con 1/4 de tonel
4. Tonel bajando a 45° desde positivo y desde invertido
5. Imperial tombé con un tonel
6. Tonel en 4 tiempos
7. Tonel en 8 tiempos
8. Looping cuadrado (Square loop)
9. Looping con tonel rápido
10. Tonel rápido en el eje y subiendo y bajando a 45°
11. Vuelo invertido y Virajes invertido 180° derecha e izquierda
12. Humpty bump, palanca atrás y palanca adelante entrando en positivo

### Categoría avanzado
1. Barrena positiva derecha e izquierda, salida en negativo
2. Imperial Tombé negativa
3. Imperial negativa
4. Tonel rápido bajando a 45°
5. Tonel rápido subiendo a 45°
6. Tonel 4 tiempos subiendo a 45° desde invertido
7. Tonel 4 tiempos bajando a 45° desde invertido
8. Looping exterior
9. Ocho interior exterior
10. Caída del ala con medio tonel subiendo y medio bajando
11. Rueda de toneles exterior e interior
12. Humpty bumps entrada y salida en invertido y palanca adelante con medio tonel subiendo
13. Barrena negativa una vuelta desde invertido
14. Looping con medio tonel rápido

### Categoría Ilimitado
1. Barrena negativa con media vuelta entrando en negativo
2. Rueda de toeneles exterior e interior desde positivo y desde invertido
3. Resbales de cola (entrada positivo e invertido)
4. Ocho cubano (Cuban eight) todo negativo
5. Tonel rápido negativo
6. Tonel rápido negativo bajando a 45° entrada desde invertido
7. Tonel rápido negativo subiendo a 45° entrada desde invertido
8. Tonel rápido negativo bajando
9. Tonel rápido positivo a la vertical subiendo. Entrada desde positivo.
10. Tonel y medio rápido negativo bajando a 45° desde invertido.
11. Tonel rápido positivo a la vertical bajando
12. Humpty Bump con 1 tonel subiendo, palanca adelante y salida en invertido
13. Looping octagonal (Octogonal loop)

### Otras maniobras acrobáticas
1. Chandelle
2. Reversement
3. Ocho perezoso (Lazy eight)
4. Ocho cubano con inversión (Reverse cuban)
5. Vuelo a cuchillo (Knife flight)
6. Vuelta sobre el ala (Wingover)
7. Caída de la hoja (Falling leaf)
8. Caída de cola o Resbale de cola (tailslide o whip stall)
9. Hoja de trébol
10. Barrena plana (Flat spin)
11. Lomcovàk o Abracadabra
12. Torque roll
13. Bridge
14. Tumble

### Vídeos
- La Acrobacia aérea, CTVA
- Basic Flight Maneuvers Simulador IL-2,Youtube
- Video YouTube, IL-2 1946 Basic Aerobatics (vídeo realizado con el simulador IL-2 Sturmovik: 1946)
- Acrobacia con Rob Holland, en Landing short Archivado el 29 de junio de 2011 en Wayback Machine.
- Ron Bearer Jr flying the 2010 IAC Primary Known in the Pitts S2B

- Datos: Q32015063
- Multimedia: Aerobatics maneuvers / Q32015063